# Šakva
La Šakva (in russo Шаква?) è un fiume della Russia europea orientale, affluente di sinistra della Sylva (bacino idrografico della Kama). Scorre nel Territorio di Perm', nei rajon Berëzovskij e Kungurskij e nel distretto della città di Lys'va.
La sorgente si trova a ovest della città di Lys'va e scorre in direzione sud-occidentale. Sfocia nella Sylva a 26 km dalla foce, a nord della città di Kungur. Il fiume ha una lunghezza di 167 km, il suo bacino è di 1 580 km².